# Кастро, Эмилио
Эми́лио Ка́стро (исп. Emilio Castro; 2 мая 1927, Монтевидео, Уругвай — 6 апреля 2013, там же) — религиозный деятель Уругвая и международного экуменического движения, генеральный секретарь Всемирного совета церквей (1985—1992).

## Биография
Изучал протестантскую теологию в швейцарском Базеле, где испытал сильное влияние влиятельного богослова XX века Карла Барта. Получил степень доктора теологии в университете Лозанны.
Некоторое время служил методистским пастором, а затем стал работать в различных экуменических организациях — в частности в Христианской мирной конференции (ХМК), вице-президентом которой он был избран в 1964 г.
В 1973 г. был назначен директором комиссии Всемирного совета церквей (ВСЦ) по вопросам миссии и евангелизация в Женеве, активно содействовал включению пятидесятников Южной Америки в Совет. В 1985 г. — избран генеральным секретарем Всемирного совета церквей.
Разделял взгляды теологии освобождения, резко критиковал режим апартеида в ЮАР, выступал за социальные и этические императивы в экономике и политике. Под его руководством делегация ВСЦ впервые посетила Южную Африку, после чего Нельсон Мандела был освобожден из заключения.
В октябре 2006 г. был удостоен высшей чилийской награды для иностранцев — золотой медали Бернардо О’Хиггинса — за вклад в борьбу за права человека в Чили в годы диктатуры Аугусто Пиночета.
После ухода с поста генсека ВСЦ Кастро продолжил свою экуменическую деятельность. Совместно со своим преемником на посту генерального секретаря ВСЦ Конрадом Райзером организовал проведение в 2006 г. международного экуменического конгресса в теологической высшей школе Сан-Леопольдо по теме «Миссия и экуменизм в Латинской Америке».